# ميلكير نيلسون
ميلكير نيلسون (بالسويدية: Melker Nilsson)‏ هو لاعب كرة قدم سويدي، ولد في 26 أبريل 2000.

## وصلات خارجية
- ميلكير نيلسون على موقع اتحاد السويد (السويدية)
- ميلكير نيلسون على موقع قاعدة بيانات كرة القدم.إي يو (الإنجليزية)
- ميلكير نيلسون على موقع Soccerway.com (الإنجليزية)